# Narayanganj (district)
Pour la ville, voir Narayanganj.
Narayanganj est un district du Bangladesh. Il est situé dans la division de Dhaka. La ville principale est Narayanganj.

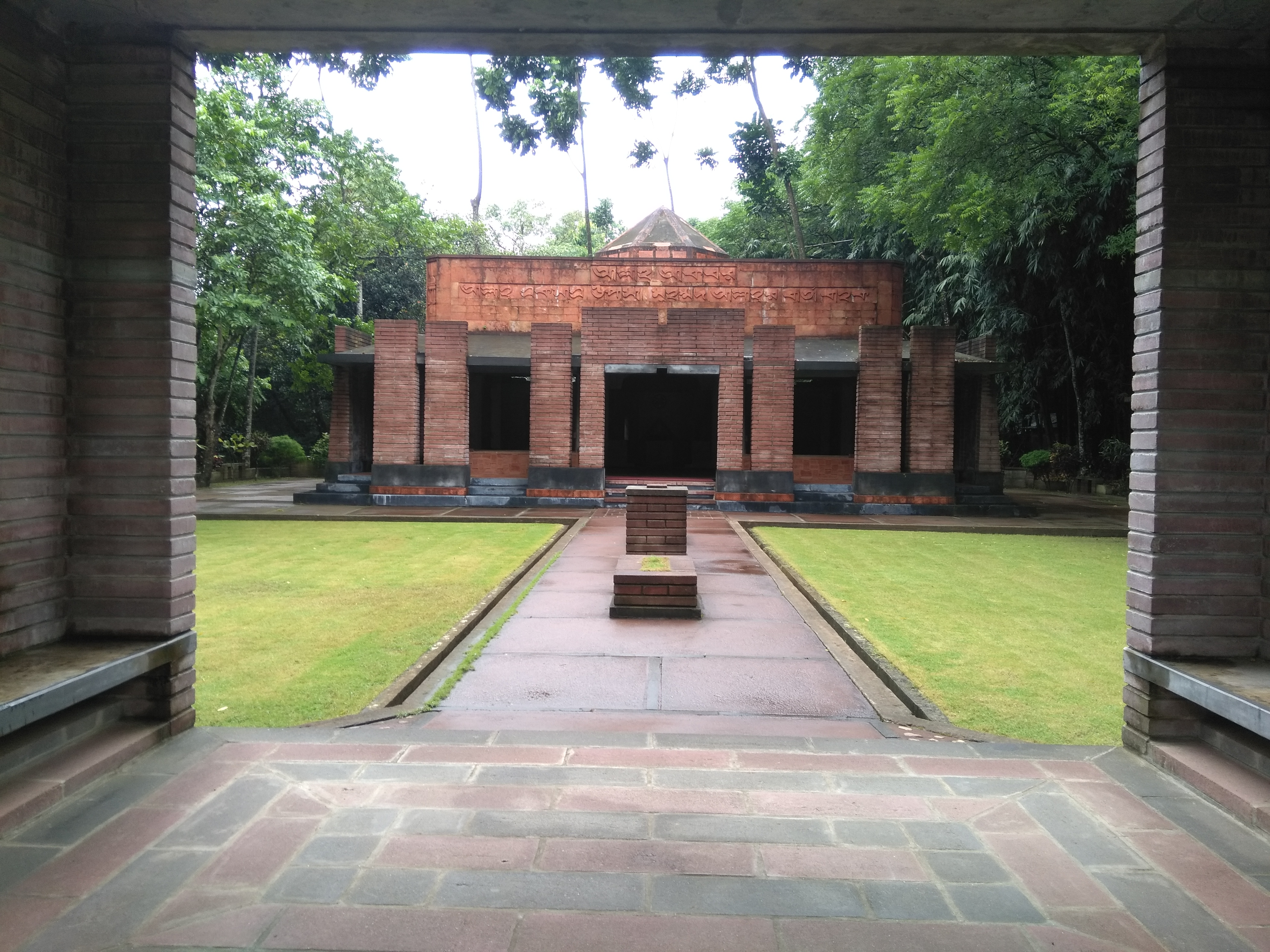
Parc Jinda, Rupganj Upazila, district de Narayanganj